# 中国人民解放军第七军
中国人民解放军第七军，是中国人民解放军曾经的一个军。1951年撤销。

## 沿革
1948年7月31日，陕甘宁晋绥联防军区所属吕梁军区机关一部及独立第10、第12旅共1.1万余人，在山西省汾阳县组成西北野战军第七纵队，归陕甘宁晋绥联防军区指挥。彭绍辉任司令员，孙志远任代政治委员，陈刚任参谋长。纵队组成后，仍在晋中地区作战。10月初，在华北军区第1兵团指挥下，由清源（今清徐）东渡汾河参加太原战役。至11月中旬，攻占太原城东北高地风阁梁及城东四大要点之一――牛驼寨，控制了城北机场。后奉命转入休整。
1949年3月中旬，根据中央军委1948年11月1日关于统一全军编制及部队番号的命令，西北野战军第七纵队改称中国人民解放军第七军，隶属第一野战军。彭绍辉任军长，孙志远任代政治委员，黄忠学任政治部主任（后罗贵波、冼恒汉先后任政治委员，孙超群任副军长，何辉燕、王兰麟先后任参谋长，侯维煜任政治部主任），独立第10、第12旅依次改称第19、第20师，共1.1万余人。4月20～24日参加总攻太原。在太原战役中，第7军先后歼灭国民党军1万余人，俘其第19军军长曹国忠。5月，华北军区独立第5旅改编为第21师，列入第7军建制。
1950年初，第7军分别在陇南和四川省金堂地区执行剿匪任务，并改编国民党军起义部队4.3万余人。3月以后参加修建天兰铁路（天水―兰州）。11月，第20、第21师奉命分别开赴济南、锦西改编为炮兵部队；军部仅辖第19师。1951年10月，第7军番号撤销，军部一部充实第一高级步兵学校，另一部与西北军区航空处合并。1952年8月，第19师改编为空军第16师。

## 编制
1951年撤销前，第七军仅下辖第十九师。